# رستم‌آباد (کوثر)
رستم‌آباد یک منطقهٔ مسکونی در ایران است که در دهستان زرج‌آباد واقع شده‌است. براساس سرشماری مرکز آمار ایران در سال ۱۳۹۵، رستم‌آباد ۲۷ نفر جمعیت دارد.